# Nikki Benz

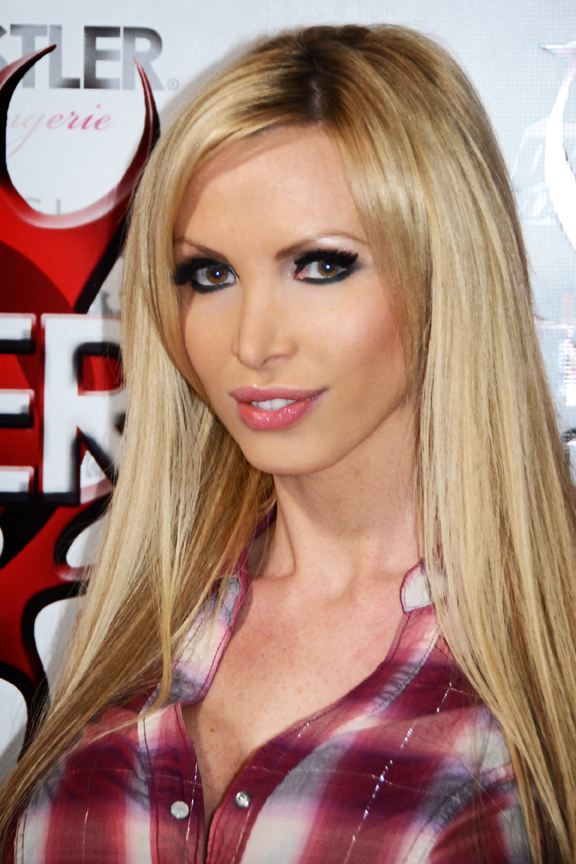
Nikki Benz (2012)

Nikki Benz (bürgerlich Alla Monchak ukrainisch/russisch Алла Мончак; * 11. Dezember 1981 in Mariupol, Ukrainische SSR) ist eine kanadische Pornodarstellerin ukrainischer Abstammung.

## Leben
Nikki Benz stammt aus der Ukraine. Sie zog bereits in jungem Alter nach Toronto, Kanada. Schon vor ihrem 18. Geburtstag begann sie als Model zu arbeiten und posierte für Bikini- und Fashion-Shows sowie Schönheitswettbewerbe. Sie war auf dem Titelbild eines Kalenders, der in ganz Kanada verkauft wurde. Mit 18 Jahren arbeitete sie als Stripperin.
Benz begann kurz vor ihrem 21. Geburtstag in der Hardcorebranche zu arbeiten. Sie unterschrieb im Januar 2003 einen Vertrag bei Pleasure Productions und hatte ihre erste Sex-Szene im Film Strap-On-Sally 20, mit Gina Lynn und ihre erste „Boy-Girl“-Szene mit Ben English in The Sweetest Thing. Während ihrer Zeit bei Pleasure Productions reiste sie zwischen Toronto und Los Angeles, um ihre vertraglichen Verpflichtungen zu erfüllen. Sie arbeitete 18 Monate für Pleasure Productions. Anschließend zog sie nach Los Angeles und unterschrieb im September 2004 einen Vertrag mit Jill Kelly Productions. Im September 2005 wechselte sie zu TeraVision, der Vertrag wurde jedoch beendet. Benz war in vielen populären Männermagazinen wie High Society, Genesis, Fox, OUI, Cheri, Hustler, Club und Club International zu sehen. Sie moderierte neben Lacie Heart, Ashley Steele, Stormy Daniels und Tyler Faith die Show Contract Superstars beim Radio-Sender KSEX, beendete diese Arbeit jedoch aus Zeitgründen.
2007 wurde sie als Most Valuable Starlet bei den AVN Awards nominiert. Sie ist in den Folgen 16 und 25 der Serie Jack’s Playground von Digital Playground zu sehen und drehte auch Filme für die Studios Ninn Worx, Jules Jordan Video sowie TeraVision. Im Jahr 2005 veröffentlichte Pleasure Productions die interaktive DVD An Intimate Affair With Nikki Benz. Benz hatte auch Auftritte in den Mainstream-Medien (der MTV-Show Fast Inc., in Family Business von Show Time, in VH1s Supergroup und in der Howard-Stern-Show).
2014 kündigte sie an, in Toronto als Bürgermeisterin zu kandidieren. Ihr Wahlprogramm sollte die Einführung eines „National Masturbation Day“ (nationaler Masturbationstag) umfassen sowie die Ansiedlung von Unternehmen aus der Pornobranche in Toronto, um Arbeitsplätze und Steuereinnahmen zu schaffen. Ihre Kandidatur scheiterte bereits an formalen Hürden bei der Registrierung als Kandidatin, da ihre Fahrerlaubnis nicht als gültiges Dokument anerkannt wurde.
Im Januar 2016 wurde sie in die AVN Hall of Fame aufgenommen.

## Auszeichnungen und Nominierungen

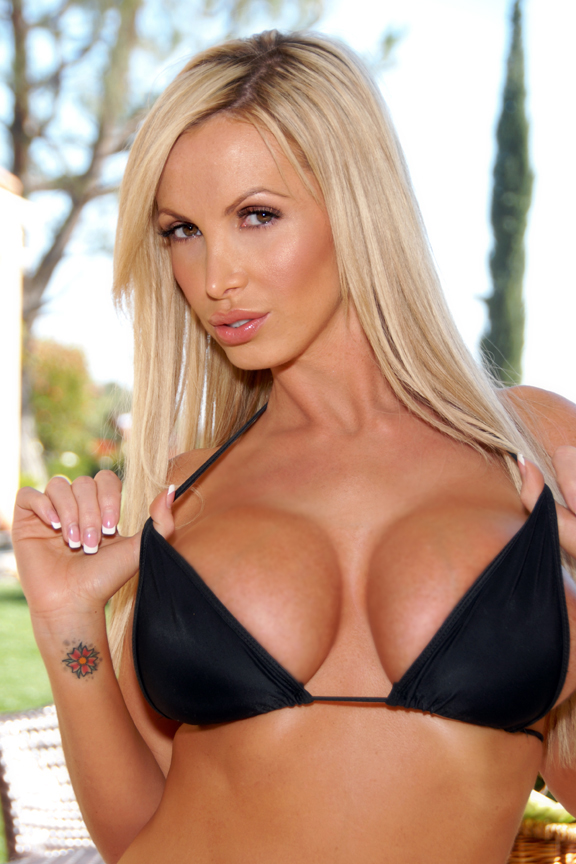
Nikki Benz (2009)

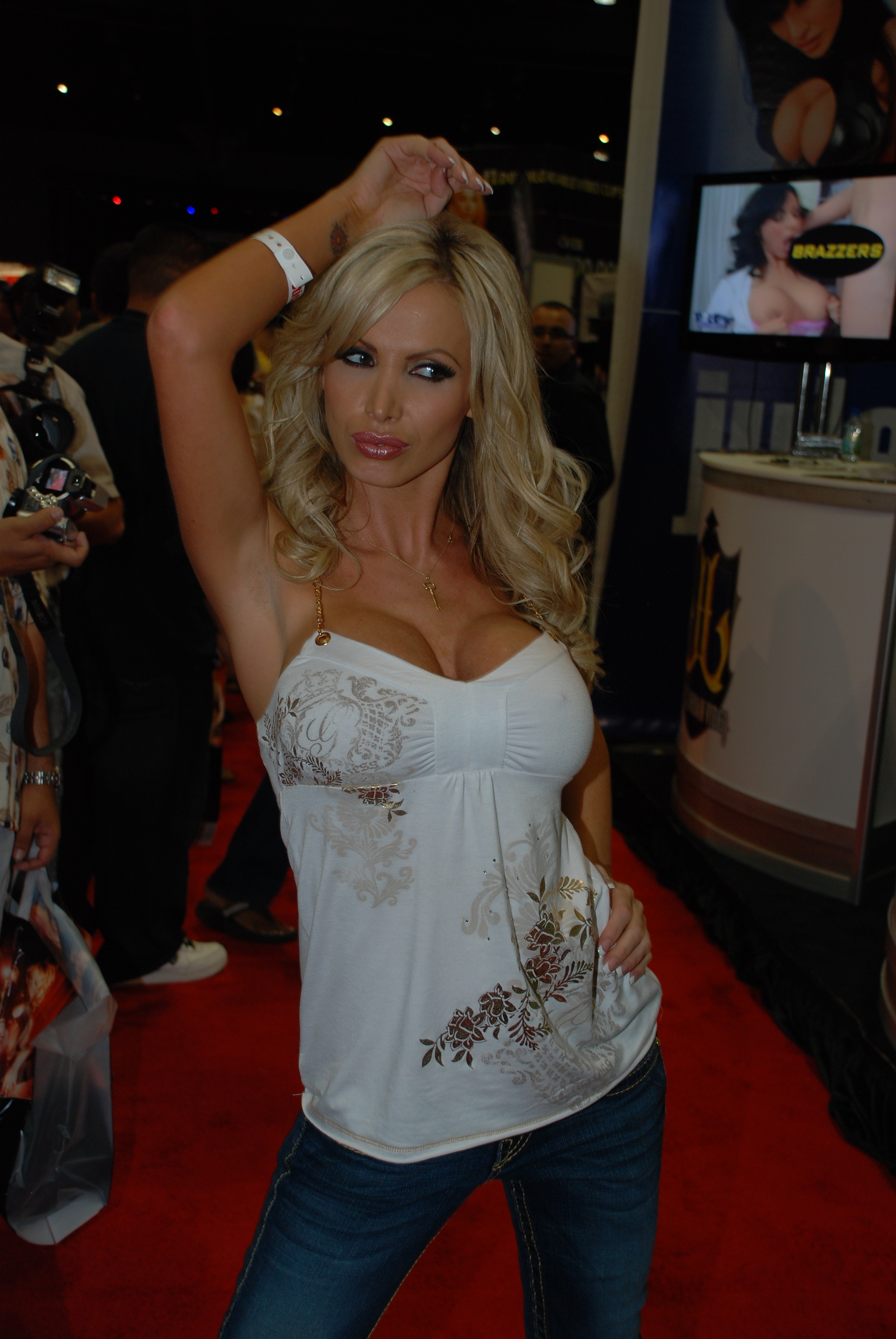
Nikki Benz bei der Erotica Convention in Los Angeles (2009)

- 2010: Penthouse  Pet of the Month (April)
- 2010: Danni Girl of the Month (September)
- 2011: Penthouse Pet of the Year[9]
- 2011: NightMoves Award als Best Feature Entertainer (Editor’s Choice)
- 2012: Howard Stern’s World’s Strongest Naked Woman[10]
- 2012: Nightmoves Award als Best Feature Entertainer (Fan’s Choice)[11]
- 2015: XBIZ Award als Crossover Star of the Year
- 2016: Aufnahme in die AVN Hall of Fame[12][13]

Nominierungen
- 2006: AVN Award in der Kategorie Best Couples Sex Scene, Video in Take No Prisoners
- 2006: AVN Award als Best Supporting Actress, Video in Jack's Teen America 2
- 2006: AVN Award in der Kategorie Best Tease Performance in Take No Prisoners[14]
- 2006: F.A.M.E. Award in der Kategorie Hottest Body
- 2007: F.A.M.E. Award in der Kategorie Hottest Body
- 2008: AVN Award in der Kategorie Best Three-way Sex Scene in Meet the Fuckers 6[15]
- 2008: F.A.M.E. Award, Finalist in der Kategorie Hottest Body[16]
- 2008: F.A.M.E. Award in der Kategorie Favorite Ass
- 2009: F.A.M.E. Award, Finalist in der Kategorie Hottest Body
- 2009: F.A.M.E. Award in der Kategorie Favorite Breasts
- 2010: AVN Award in der Kategorie Best All-Girl Three-Way Sex Scene in Penthouse: Slave for a Night[17]
- 2010: XBIZ Award als Female Performer of the Year
- 2010: XBIZ Award als Crossover Star of the Year[18]
- 2010: XBIZ Award in der Kategorie Pornstar Website of the Year für NikkiBenz.com
- 2010: F.A.M.E. Award als  Favorite Female Starlet
- 2010: F.A.M.E. Award, Finalist in der Kategorie Hottest Body
- 2010: F.A.M.E. Award, Finalist in der Kategorie Favorite Breasts[19]
- 2012: AVN Award als Best Crossover Star[20]
- 2013: AVN Award in der Kategorie Best Pornstar Website für NikkiBenz.com[21]
- 2013: XBIZ Award als Crossover Star of the Year[22]

## Filmografie (Auswahl)
- 2003: Strap on Sally 20, 21, 22
- 2004: The Nikki Benz Show
- 2004:Take No Prisoners
- 2004: Jack's Teen America 2, 6
- 2004–2005: Jack’s Playground 16, 25
- 2005: Lipstick, Lingerie & Lesbians
- 2005: The Money Hole
- 2005: An Intimate Affair With Nikki Benz
- 2006–2008: Jack's Big Tit Show 4, 8
- 2007: No Man’s Land 42
- 2007: Nikki's Lipstick Lesbians
- 2007: Girls Will Be Girls 2
- 2007: My Sister's Hot Friend 7
- 2007: Girlvana 3
- 2007: MyXXXPornSpace.com
- 2007: Porn Fidelity 7
- 2007: Big Tits at Work
- 2007–2011: Pornstars Like It Big 1, 5, 8, 11
- 2008: Real Wife Stories 2
- 2008–2011: Big Tits at School 2, 11
- 2009: Big Tits in Uniform
- 2009: Big Butts Like It Big 5
- 2009: Big Titty Nurses
- 2009: Doctor Adventures 4
- 2009: Breast Worship 2
- 2009: My Wife's Hot Friend 3
- 2009: Big Tits at Work 6
- 2010: Fly Girls
- 2010: My Dad's Hot Girlfriend 6
- 2010: Big Boob Blondes
- 2010: Big Tits in Sports 4
- 2010: The Sex Files 2: A Dark XXX Parody
- 2010: Just You & Me
- 2010: Nikki Benz Unleashed
- 2010: Uptown Girl
- 2010: Self Service 2
- 2011: Pornstars Like It Big 13
- 2011: Real Wife Stories 10
- 2011: A Big Tit Christmas 2
- 2013: Big Tit Centerfolds 3
- 2013: Oil Overload 8
- 2013: Bra Busters 4
- 2013: Hot Chicks Big Fangs
- 2013: Flesh Hunter 12
- 2013: Anal Dream Team
- 2013: The Benz Mafia
- 2014: Office 4-play VI
- 2014: Brazzers 10th Anniversary
- 2014–2019: Tonight’s Girlfriend 32, 73
- 2014: Prey For the Dying
- 2014: Break The Internet… For Real This Time
- 2014: Career Sluts
- 2015: Bullet to the Top
- 2015: Cougarville
- 2015: Brazzers House (Webserie, 6 Folgen)
- 2015: 2 Chicks Same Time 20
- 2015: Slutty Wife Happy Life
- 2015: Hot And Mean 13
- 2015: Dirty Masseur 8
- 2015: Sexual Education
- 2015: Nice Knockers
- 2015: Interracial Anal Love 13
- 2015: Naughty Rich Girls 11
- 2016: Ghostbusters XXX Parody (Webserie, 2 Folgen)
- 2016: ZZ Erection 2016 (Webserie, 1 Folge)
- 2016: Turbo Sluts 2
- 2016: Overworked Titties
- 2016: Craving Her 2
- 2016: Cuckold Sessions 24
- 2016: The Bang Theory 5
- 2016: Open Marriage
- 2017: Overworked Titties 2
- 2017: Good Fuck To You
- 2017: Bubble Butt Anal Slut
- 2017: Orgy Overload
- 2018: Ass Candy 3
- 2018: Double Timing Wives
- 2018: I Have A Wife 46
- 2018: Lesbians Experimenting With Dick
- 2018: Audrey Bitoni Unleashed
- 2018: Big Boobed Lesbians 2
- 2019: Busty Milfs Exposed